# اچانتا
اچانتا (به انگلیسی: Achanta) در هند است که در آندرا پرادش واقع شده‌است.

## خصوصیات
اچانتا ۶۳٬۳۵۸ نفر جمعیت دارد.